# Spartan NP
Spartan NP-1 là một loại máy bay huấn luyện do công ty Spartan Aircraft Company chế tạo cho Hải quân Hoa Kỳ.

## Quốc gia sử dụng
Hoa Kỳ
- Hải quân Hoa Kỳ

## Tính năng kỹ chiến thuật (NP-1)
Đặc điểm tổng quát
- Kíp lái: 2
- Sải cánh: 33 ft 9 in (10.29 m)
- Động cơ: 1 × Lycoming R-680-8, 220 hp (164 kW)

Hiệu suất bay
- Vận tốc cực đại: 108 mph (174 km/h)